# 蜜姫村
『蜜姫村』（みつひめむら）は、乾ルカによる日本の小説。

## あらすじ
変種のアリを追って東北の寒村に迷い込んだ、東京の大学講師で昆虫学者の山上一郎は、滝埜上村仮巣地区の人々に助けられる。
その出来事から間もなくして一郎と入籍した医師の和子は、もう一度フィールドワークに行きたいという夫に付き従い、滝埜上村に行くことにした。今まで医師がいたことがないという医療過疎地域で使命感をもって臨む和子だったが、無医村なのに村人が健康的すぎることに気が付く。この村には何か秘密があるのか。
ある夜、決して行ってはならないと言い含められていた禁足地である社に向かう人影を見た一郎は、社にアリにも繋がる村の秘密があるに違いないと直感し、社へ向かったまま姿を消してしまう。帰らぬ夫を待ちながら、妊娠に気付いた和子は村で生きていく決意を固める。

## 登場人物

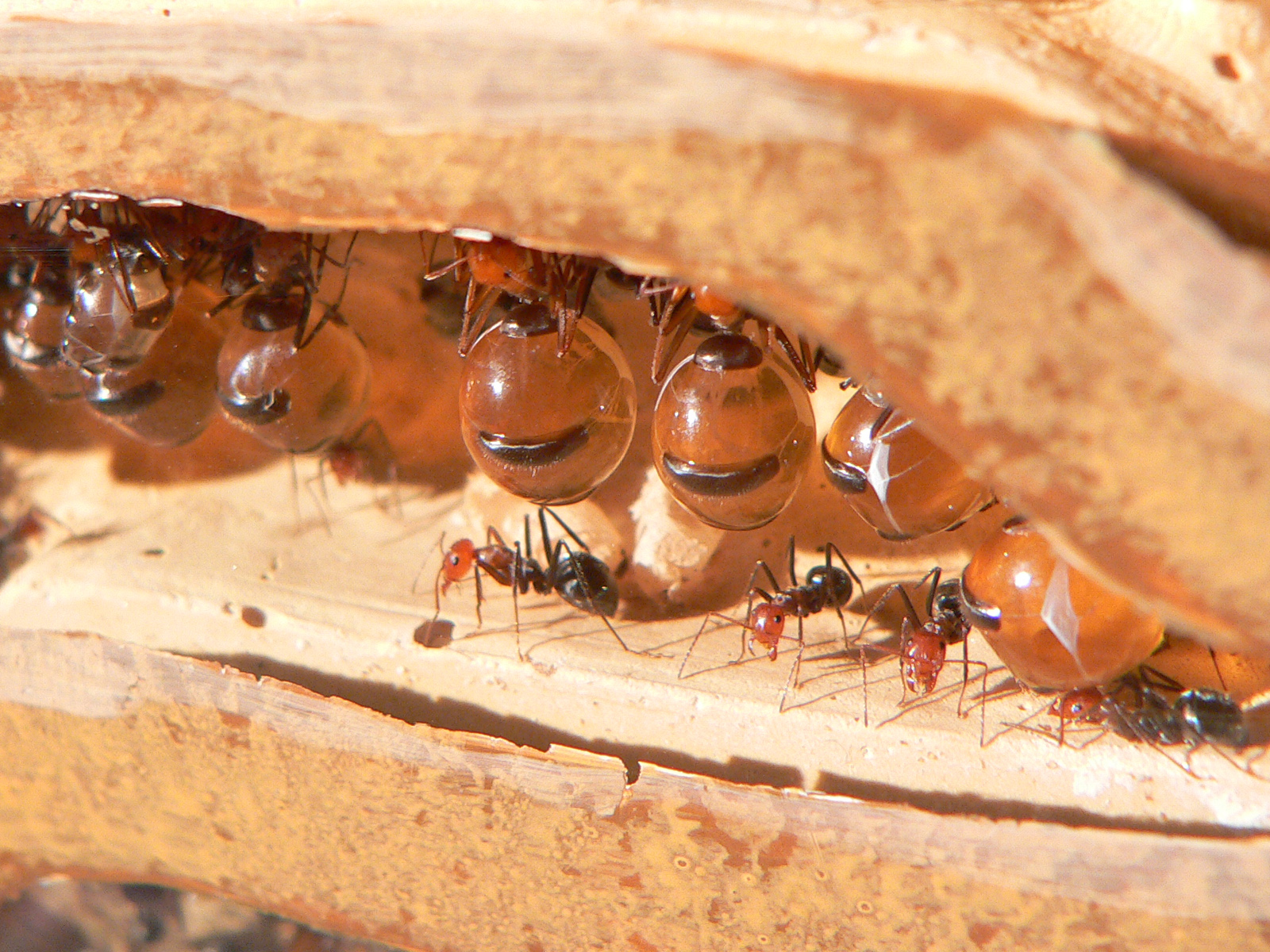
ミツツボアリ

山上 一郎
東京のT大学講師。同大学理学部生物学科で昆虫学を専攻し、大学院を出た昆虫学者。昭和36年、東北の山村でオーストラリアの固有種ミツツボアリに似た変種のアリを見つけ、追尾中に遭難しかけ、滝埜上村仮巣地区の人々に助けられる。翌年、フィールドワークに妻を伴って村を再訪し、白滝家の離れに住まう。芳しい結果が出ないまま時が経ち、病気の子を社に連れていく白滝を見かけ、密かに後を追い、そのまま姿を消してしまう。
山上 和子
一郎の妻。医師。
医師としての務めを果たそうと、無料の健康診断や健康相談を申し出るが、きつく断られ、老人たちが皆健康的すぎることに気が付く。妊娠の兆候を伝える前に夫が失踪し、不安を感じながらも、村での出産を決意し、娘・優子を産み育てる。
中林 / 狭山
一郎と同じ研究室の大学院生。
白滝
仮巣地区の代表者。遭難した一郎を助け、社交辞令で「またいつでも来る」ようにと言ったところ、一郎が本気にしてしまい、夫妻に離れを貸すこととなった。
お優
山上夫妻の一人娘で、本名は山上優子。3歳の時に原因不明の重病にかかり、蜜姫による快癒と引き換えに黒王の許嫁になる取引をする。
蜜姫
天上と呼ばれる仮巣地区の社で暮らす女王。どんな病でも吸い取って治す力を持つ。
蜜姫の長兄が黒王になり、次兄以下は生まれてすぐに分家の大蜂家で育てられる。最も強い力を持つ女子が蜜姫となり、及ばぬ者は分家で蜜姫と黒王を支えることが宿命づけられている。
黒王
蜜姫の子。人には視えないものを視る力を持ち、自身を含める天上の四家（大蜂家・胡蝶家・縞蜘蛛家）の存続に適した者の縁談を取り決める。
大蜂
使命を終えた壺を斬り捨てる役目を負う。お優の世話係。お優に道ならぬ想いを抱く。
紅蝶
胡蝶家の者。お優の世話係。胡蝶家は、蜜姫が吸い取った病の毒を移す壺を育てる役目を持つ。
緑
縞蜘蛛家の者。縞蜘蛛家は、病の毒を移され異形化した壺を跡形もなく消し去る役目を持つ。